# 袴田直希
袴田 直希（はかまだ なおき）は前長崎国際テレビ代表取締役社長。元日本テレビ放送網社員。京都大学卒業。

## 経歴
報道局社会部時代の1985年8月12日に発生した日航ジャンボ機墜落事故では 日航本社から舛方勝宏アナウンサーと共に中継し、離陸から墜落までのいきさつを分析した。NNNきょうの出来事デスク時代は メインキャスター櫻井よしこと共に帝京大学教授の取材を担当。
かつては編成本部情報制作センター所属のチーフプロデューサー。報道局で「NNNニュースプラス1」のプロデューサーを経て2004年6月からチーフプロデューサー。一時期「スポーツうるぐす」や劇空間プロ野球、アトランタオリンピックなどスポーツ番組を担当していた。
2006年1月に報道局社会部長に就任。担当していた番組を後藤東、山田克也両チーフプロデューサーに引き継いだ。同年4月3日に放送された報道特別ドラマスペシャル「アース・クエイク 平成18年春・東京大震災」では制作としてドラマ制作に携わった。
2006年10月2日から2009年6月19日までは、報道局次長として、最後発の「NEWS ZERO」などを担当。同年6月23日から2010年6月30日までは、営業局次長兼営業局CM部長を担当していた。
2009年8月23日放送の「真相報道 バンキシャ!」(自身がチーフプロデューサーとして担当していた番組)と同番組の誤報検証番組に出演し、事の経緯を説明し謝罪した。
2010年7月1日より子会社のBS日テレに出向し編成局長兼編成部長。
2012年6月1日日本テレビに戻り報道局長代理。
2014年6月1日より報道局長。
2015年6月1日より執行役員報道局長兼解説委員長兼報道審査委員長。
2016年5月31日日テレアックスオン非常勤取締役を退任。
2016年6月1日より執行役員報道局長兼解説委員会副委員長兼報道審査委員長。6月29日より取締役執行役員報道局長兼解説委員会副委員長兼報道審査委員長。
2017年6月1日より取締役執行役員報道局担当。報道局長他は杉本敏也が引き継いだ。
2018年6月1日より取締役執行役員に変更。6月21日付で長崎国際テレビ代表取締役社長に就任する。6月28日付で日本テレビ取締役を退任。
2022年6月、長崎国際テレビ代表取締役社長を退任した。

## 人物
- 真相報道バンキシャ!の2008年11月23日の放送で起きた岐阜県庁裏金問題をめぐる誤報事件（岐阜県庁裏金誤報事件）では、出勤停止3日の懲戒処分を受けた[4]。
- BS日テレへの出向から日本テレビ報道局長代理として戻って間もなく、部下の「NEWS ZERO」プロデューサーによる山岸舞彩などへのセクハラや、スタッフへのパワハラが相次ぎ、翌年に事件として発覚した[5]。
- オウム真理教事件に絡んで、ニュース番組「NNNきょうの出来事」で1997年2月に放送した「日本テレビ長官狙撃自白報道」への批判を契機に、氏家齊一郎元社長・会長の方針から日本テレビの報道局は縮小されたが、特に大久保好男新社長の元で復元し、2014年6月に執行役員となった前任の報道局長粕谷賢之に引き続き、2016年6月に広瀬健一とともに執行役員に昇格した。

## 担当番組
- ズームイン!!SUPER
- ズームイン!!サタデー
- アンテナ22
- スーパーテレビ情報最前線
- NNNニュースプラス1
- エンパラナイト
- スポーツうるぐす
- 劇空間プロ野球
- 真相報道 バンキシャ!
- 報道特別ドラマスペシャル「アース・クエイク」（制作）
- NEWS ZERO（制作）